# Нулти број
Нулти број (итал. Numero zero) последњи је роман италијанског писца Умберта Ека оригинално објављен 2015. године. Роман представља живахну сатиру таблоида, а радња је смештена у Италији у 1992. годину.

## Синопсис
Главни лик романа је Колона, пропали писац који ради у уредништву новина Domani (Сутра) и заједно са још пет трошних новинара покушава да објави новине којима је суђено да не буду објављене. Колона је унајмљен од стране Симеија, а подухват објављивања финансиран је од стране Комендатора Вимеркатеа, који поседује телевизијски канал, десетак часописа и води ланац хотела и одмаралишта. Циљ ових новина је да открију истину о свему, да објаве све вести које откривају “мало више”, али Вимеркатеов прави интерес лежи негде другде. Његов “нулти циљ” биће уочен од стране моћних фигура постављених високо у свету финансија и политике које не желе да се истина открије. Они ће извршити притисак на Вимеркатеа да угаси новине, а заузврат ће му омогућити улазак у језгро власти.